# Царь Никита и сорок его дочерей
«Царь Никита и сорок его дочерей» — шуточная (нескромная, срамная) сказка в стихах Александра Пушкина, написанная в 1822 году и долгое время известная лишь по рукописным спискам. Полного автографа сказки не сохранилось, за исключением черновика первых 26 стихов, остальные листы были вырваны из тетради. Полный текст сказки был восстановлен по памяти братом поэта Львом Пушкиным.

## Сюжет
У царя Никиты подрастают сорок дочерей, прижитых им от разных матерей. Царевны обладают множеством прекрасных качеств, но не сознают, что лишены важной части тела, которую рассказчик не смеет назвать напрямую. Царь, под угрозой женщинам отрезать языки, «а мужчинам нечто хуже», запрещает подданным упоминать об этом недостатке в присутствии дочерей. Но царевны подрастают и Никита собирает совет для поиска решения проблемы. Один из советников упомянул о ведьме, лечившей различные недуги, по всему свету в её поисках отправлены гонцы. Один из гонцов в тёмном лесу находит избушку ведьмы и сообщает ей о проблеме дочерей царя Никиты. Проколдовав три дня, та добилась от беса ларца с искомыми «грешными вещами всех размеров, всех цветов». Ведьма отобрала сорок лучших из них и передала их в запертом ларце гонцу. Гонец на привале не удержался от любопытства взглянуть на содержимое ларца:
Но лишь отпер он ларец,

Птички — порх и улетели,

И кругом на сучьях сели

И хвостами завертели.
Гонец безуспешно пытается приманить их обратно, но заветные предметы не желают вновь быть запертыми в ларце. Посланник обращается за помощью к встреченной старухе с клюкой и та советует ему, что этих «птичек» можно приманить лишь одним, впрямую не называемым средством:
Ты им только покажи —

Сами все слетят наверно.

«Ну, спасибо!» он сказал…

И лишь только показал —

Птички вмиг к нему слетели…
Заветные «птички» доставлены царевнам, а царь Никита на радостях задал пир, не забыв наградить ведьму и гонца:
Из кунсткамеры в подарок

Ей послал в спирту огарок,

(Тот, который всех дивил),

Две ехидны, два скелета

Из того же кабинета…

Награжден был и гонец.

Вот и сказочки конец.
Особенностью пушкинской сказки является смешение основных сказочных жанров в её сюжете — волшебной сказки и сказки общественно-бытовой. Все составляющие волшебной сказки — архетипическое число царевен (число сорок часто встречается в сказках многих народов — 40 визирей султана, 40 разбойников Али-Бабы, 40-дневные пиры и прочее), кольцевая композиция с путешествием в лес, ведьма Яга, волшебное средство, — обрамляют шуточный эротический сюжет. Пушкин сделал героями традиционных действующих лиц волшебных сказок — царя, царевен, добра молодца и колдунью, в отличие от большинства эротических, «заветных» сказок, где действующими лицами чаще являются персонажи бытовые — помещики, приказчики, попы, солдаты, крестьяне. Пушкин также усиливает сатирический аспект добавлением современных читателю деталей — подаренным ведьме в награду экспонатом Кунсткамеры, мечтами гонца о пожаловании ему графского достоинства, угрозы ссылкой в Сибирь и прочим. Отличием «Царя Никиты…» от известных ранее «срамных», заветных сказок является отсутствие порнографических описаний и смакования физиологических подробностей, эротические эпизоды поданы кратко, но ясно, без символических, зашифрованных описаний.

## История создания
Сказка была написана ссыльным Пушкиным в Бессарабии, согласно изысканиям известных пушкиноведов Томашевского и Цявловского — в 20-х числах марта 1822 года. Несколько лет Пушкин хранил в своих бумагах беловой вариант рукописи «Царя Никиты…». В письме к Плетнёву 15 марта 1825 года, обсуждая свой первый сборник стихотворений, готовящихся к печати, Пушкин писал: «60 пиэс! довольно ли будет для I тома? не прислать ли вам для выполнения и „Царя Никиту и сорок его дочерей“». Возможно, что четверостишие, которым заканчивались многие рукописные варианты сказки, ходившие по рукам, было дописано в том же 1825 году:

Многие меня поносят

И теперь пожалуй спросят:

Глупо так зачем шучу?

Что за дело им? Хочу.
После 1825 года поэт никогда не упоминал эту сказку; тогда же он отказался от авторства других «срамных» стихов наподобие «Гаврилиады». Из хранившейся в архиве Пушкина рукописи были вырваны листы с большей частью сказки, сохранились лишь первые 26 стихов. Большинство позднейших известных вариантов сказки опираются на текст, восстановленный братом поэта Львом Пушкиным по памяти.
Впрочем, полной уверенности в принадлежности полного текста сказки Александру Пушкину, у пушкиноведов нет. Литераторы, готовившие первые публикации фрагментов сказки со слов Льва Пушкина, в частности — С. А. Соболевский, M. Н. Лонгинов, В. Е. Якушкин, писали в примечаниях к тексту, что сказка не была никогда закончена Александром Пушкиным, оставаясь вплоть до уничтожения лишь в виде множества черновых и не сведённых к единому варианту фрагментов. К настоящему времени пушкиноведы склоняются к тому, что, включая безусловно пушкинские первые 26 стихов из сохранившегося автографа, авторство 76 начальных стихов не подлежит сомнению и подтверждается различными прижизненными списками или устными свидетельствами современников поэта. М. А. Цявловский на полях женевского издания «Царя Никиты…» 1896 года записал после 76 строки: «До сих пор Пушкин. С этой строки запись со слов брата поэта Льва, читавшего наизусть». Другой известный пушкинист С. М. Бонди признавал, что «остальная часть» [не имеющая автографа] сохранилась «в не очень надежных копиях». Но Б. В. Томашевский, готовивший издание сказки в 1918—1922 годах, рассматривал ее целиком как пушкинскую. Очевидно, что в ходе подготовки советского полного академического собрания Цявловский в итоге пришёл к тому же мнению: что, учитывая совокупность всех найденных к 1930-м годам списков поэмы, подлинный пушкинский текст сказки может быть восстановлен по ним с достаточной достоверностью.

## Вероятные источники
В отличие от большинства более поздних сказок Пушкина, сюжет «Царя Никиты…» не имеет прямого источника ни среди народных, ни среди литературных сказок. Среди возможных источников отдельных деталей и мотивов сюжета «Царя Никиты…» пушкиноведы называли как литературные произведения — французские и русские, так и народные — обрядовые песни и славянские народные сказки.
В качестве возможных параллелей отдельных деталей сюжета сказки литературоведы называют балладу Жуковского «Двенадцать спящих дев» (там главный герой за время развратной жизни нажил 12 дочерей). В отличие от героя Жуковского, у царя Никиты 40 дочерей, число которых перекликаются также с 40 сыновьями библейского судьи Израиля Авдона и с церковным праздником 40 мучеников, празднуемым в православии 9 марта (пушкиноведы датируют написание пушкинской сказки 20-ми числами марта 1822 года).
Известный пушкинист Томашевский указывал на сказку аббата Вуазенона, стилизованную под арабскую, «Султан Мизапуф и принцесса Гриземина», в которой у двух принцесс пропали их «кольца». Султан в сопровождении священника отправился на поиски, встретившаяся старуха-фея провела путников в «храм колец», где искомые предметы во множестве были развешаны на стенах. Энтони Кросс, профессор Кембриджа, назвал в качестве возможного источника сюжета роман К. Кребийона «Танзаи и Неадарне», в котором главные герои теряют свои половые органы накануне первой брачной ночи. Отец принца Танзаи, подобно царю Никите, собирает совет, а помощь в поисках герою оказывает встреченная в лесу старуха. Ещё одним из потенциально известных Пушкину источников сюжетных ходов сказки является роман Дени Дидро «Нескромные сокровища», в котором султан Мангогул благодаря волшебному перстню получает власть и способность говорить с женскими половыми органами. В одной из глав султан встречает девушку, потерявшую своё «сокровище». Среди российских произведений Левинтон и Охотин называют стихотворения Державина «Шуточное желание» и «Птицелов», в которых присутствуют рассевшиеся по ветвям «птички» и мотив их приманивания.
В архиве Пушкина сохранилось множество записей народных песен, из которых большая часть относится к свадебным. В различных вариантах свадебной песни «Чуманиха» присутствует сюжетный ход с выманиванием женского полового органа, спрятавшегося в дупле дерева, схожий с мотивом поимки «птичек» в пушкинской сказке. В целом ряде славянских народных сказок — украинских, сербских, трансильванских цыган — встречаются сюжетные мотивы с поисками героем женских половых органов для семи своих дочерей, с побегом такого органа на ветку дерева из ларца, в котором он был спрятан (распространённый в сказках мотив запрета на проявление любопытства). Доказательств, что Пушкин использовал для «Царя Никиты…» готовый сказочный сюжет, нет, но известно, что в кишинёвский период он активно интересовался южнославянскими фольклорными произведениями.

## Первые издания
Впервые отдельные строфы из сказки были напечатаны в России С. А. Соболевским в 1858 году, в журнале «Библиографические записки». В том же 1858 году первые 69 строф «Царя Никиты…» были изданы в Лейпциге в сборнике «Собрание стихотворений Пушкина, Рылеева, Лермонтова и других лучших авторов». Близкий к полному пушкинскому оригиналу текст сказки вышел в 1861 году в Лондоне, в сборнике «Русская потаённая литература XIX столетия», предисловие к которому написал Николай Огарёв.
Выверенный и снабжённый научным текстологическим комментарием текст сказки впервые вышел во 2-м томе Полного собрания сочинений Пушкина Академии наук СССР в 1949 году.